# Rhapsody in White
Rhapsody in White es el primer álbum de estudio del grupo de soul estadounidense The Love Unlimited Orchestra. Fue publicado en enero de 1974 a través del sello 20th Century Records. Rhapsody in White también incluye su canción insignia «Love's Theme», la cual alcanzó la posición número 1 en el Billboard Hot 100.

## Recepción de la crítica
Un escritor no especificado de Record World le otorgó el certificado de “Hit of the Week”, y señaló que “la habilidad de Barry White para lograr un sonido orquestal exuberante y al mismo tiempo funky está exquisitamente capturada”. Un escritor no especificado de Cash Box escribió: “Gene Page ayudó a Barry a organizar el material del LP y los resultados son sorprendentes. Cada composición que intenta la orquesta, desde la melodía conductora titulada «Barry’s Theme», hasta la melodiosa y sensual canción que da nombre al álbum, está perfectamente equilibrada y tocada”. Un escritor no especificado de Billboard indicó que “la cara uno tiene más energía con «Midnight and You» que presenta algunos efectos de guitarra inteligentes y líneas temáticas centrales encantadoras y melódicas”.

## Galardones
| Año  | Premio         | Categoría                             | Resultado | Ref.  |
| ---- | -------------- | ------------------------------------- | --------- | ----- |
| 1974 | Premios Grammy | Mejor Interpretación Instrumental Pop | Nominado  | [ 6 ] |

## Lista de canciones
Todas las canciones compuestas por Barry White, excepto donde esta anotado.
Lado uno
1. «Barry's Theme» – 4:28
2. «Rhapsody in White» – 3:53
3. «Midnight and You» (Billy Page, Gene Page) – 5:10
4. «I Feel Love Comin' On» (White, Paul Politi) – 6:23

Lado dos
1. «Baby Blues» (White, Tony Sepe) – 5:30
2. «Don't Take It Away from Me» – 4:25
3. «What a Groove» – 4:00
4. «Love's Theme» – 4:08

## Créditos y personal
Créditos adaptados desde las notas de álbum de Rhapsody in White.
Personal técnico
- Barry White – productor, arreglos, conductor, concepto de portada
- Gene Page – arreglos
- Frank Kejmar – ingeniero de audio
- Gary N. Mayo – masterización
- Mark Weinberg – diseño de portada

## Posicionamiento

### Gráfica semanal
| Gráfica (1974)                            | Pico de posición |
| ----------------------------------------- | ---------------- |
| Australia (Kent Music Report)             | 26               |
| Canadá (RPM Top Albums)                   | 7                |
| Estados Unidos (Billboard Top LPs & Tape) | 8                |
| Estados Unidos (Billboard Soul LPs)       | 2                |
| Reino Unido (UK Albums Chart)             | 50               |

### Gráfica de fin de año
| Gráfica (1974)                      | Pico de posición |
| ----------------------------------- | ---------------- |
| Estados Unidos (Billboard Soul LPs) | 39               |